# Tên lửa đẩy N1
N1/L3 (viết tắt của cụm từ Ракета-носитель Raketa-nositel', "Carrier Rocket"-"Tên lửa mang"; Cyrillic: Н1) là một loại tên lửa đẩy siêu trọng của Liên Xô. Trong đó, N1 là tên của tên lửa đẩy, còn L3 là tên của tải trọng mà tên lửa mang lên vũ trụ. Tên lửa N1 là câu trả lời của Liên Xô đối với tên lửa đẩy Saturn V của Mỹ và được thiết kế để đưa tàu vũ trụ có người lái của Liên Xô lên Mặt trăng và xa hơn nữa, các nghiên cứu phát triển tên lửa được tiến hành từ năm 1959. Tầng đẩy đầu tiên của tên lửa N1/L3 ( Block A) là tầng đẩy mạnh mẽ nhất mà con người từng chế tạo, nhưng trong cả bốn lần phóng tên lửa N1, tầng đẩy này đã liên tục gặp lỗi nghiêm trọng do sử dụng cụm 30 động cơ đẩy, cùng với một hệ thống dẫn nhiên liệu và chất oxy hóa rất phức tạp mà chưa từng gặp trong thử nghiệm trước đó.
Chương trình N1-L3 được thiết kế để cạnh tranh với chương trình Apollo của Mỹ, với mục tiêu đưa người lên Mặt trăng, sử dụng cùng một phương pháp quỹ đạo điểm hẹn Mặt trăng. Tên lửa đẩy N1 có ba tầng đẩy, có nhiệm vụ mang theo tải trọng Mặt trăng L3 vào quỹ đạo Trái đất tầm thấp cùng với hai phi hành gia. Tải trọng L3 có một tầng động cơ đẩy, giúp đẩy module đi theo quỹ đạo chuyển tiếp Mặt trăng; một tầng đẩy khác giúp điều chỉnh quỹ đạo khi tàu ở giữa hành trình, và một bộ phận đáp xuống bề mặt mặt trăng, một tàu đổ bộ LK mang theo một phi hành gia; và tàu chỉ huy trên quỹ đạo Soyuz 7K-LOK có khả năng chở hai phi hành gia. Các nhà du hành vũ trụ sau khi thực hiện sứ mệnh hạ cánh xuống Mặt Trăng sẽ quay trở lại Trái đất bằng tàu Soyuz 7K-LOK.
N1-L3 được phát triển gấp rút, việc phát triển bắt đầu từ tháng 10 năm 1965, gần bốn năm sau khi Mỹ phóng thành công tên lửa Saturn V. Dự án bị ảnh hưởng đáng kể sau khi Tổng công trình sư Sergei Korolev qua đời năm 1966. Cả bốn lần phóng thử tên lửa N1 đều thất bại, với vụ phóng thử thứ hai trở thành một thảm họa, khi tên lửa rơi trở lại bệ phóng ngay sau khi vừa bay lên, gây nên một vụ nổ có thể coi là vụ nổ phi hạt nhân lớn nhất trong lịch sử. Chương trình N1 bị đình chỉ vào năm 1974, và chính thức bị hủy bỏ vào năm 1976. Tất cả các chi tiết về các chương trình đưa người lên mặt trăng của Liên Xô đều được giữ bí mật cho đến khi Liên Xô chuẩn bị sụp đổ vào năm 1989.

## Lịch sử
Năm 1967, Hoa Kỳ và Liên Xô đang cạnh tranh nhau gay gắt trong cuộc đua đưa người lên Mặt trăng. Chương trình bay lên Mặt trăng bằng tàu vũ trụ có người lái của Liên Xô đã nhận được sự phê duyệt chính thức của chính phủ vào năm 1964, và một trong những chìa khóa để thực hiện điều này là việc phát triển thành công tên lửa đẩy N1, có kích thước tương đương với tên lửa Saturn V.
Vào ngày 25 tháng 11 năm 1967, chưa đầy ba tuần sau khi Mỹ phóng thành công tên lửa Saturn V trong sứ mệnh Apollo 4, Liên Xô đã phóng thử tên lửa đẩy N1 từ bệ phóng 110R mới được xây dựng tại Sân bay vũ trụ Baikonur ở Kazakhstan thuộc Liên Xô. Tên lửa đặc biệt này, được chỉ định là 1M1 và còn được gọi là Tên lửa huấn luyện và thử nghiệm, thực sự là một mô hình thử nghiệm, và được thiết kế để các kỹ sư có thêm kinh nghiệm quý giá trước khi triển khai tên lửa thực tế. Các thử nghiệm tương tự cũng được thực hiện với mô hình thử nghiệm tên lửa Saturn V tại Trung tâm Vũ trụ Kennedy, Florida giữa năm 1966. Trong khi tên lửa đẩy Saturn V được đưa đến bệ phóng theo phương thẳng đứng, thì người ta di chuyển N1 theo phương ngang và sau đó được nâng lên phương thẳng đứng ở bệ phóng - giúp việc di chuyển tên lửa diễn ra nhanh hơn. Ngày 11/11, sau khi hoàn tất các thử nghiệm, tên lửa đẩy N1 được hạ xuống và đưa ra khỏi tòa nhà lắp ráp tên lửa. Những năm sau này tên lửa mô hình 1M1 vẫn tiếp tục được sử dụng để thử nghiệm tích hợp tại các bệ phóng mới.
Mặc dù cuộc thử nghiệm này được thực hiện trong bí mật, một vệ tinh do thám của Mỹ đã chụp được ảnh tên lửa đẩy N1 trên bệ phóng không lâu trước khi nó được đưa trở lại tòa nhà lắp ráp. NASA Administrator James Webb có quyền truy cập vào thông tin này và các thông tin tình báo tương tự khác cho thấy rằng người Nga đang lên kế hoạch nghiêm túc cho các sứ mệnh bay lên mặt trăng bằng tàu vũ trụ có người lái. Những thông tin tình báo này đã tác động lên chương trình không gian của Hoa Kỳ. Các ảnh vệ tinh chỉ cho thấy dường như Liên Xô đang chuẩn bị phóng tên lửa mà không phân biệt được tên lửa N1 chỉ là tên lửa mô hình thử nghiệm, và Liên Xô đã chậm hơn Mỹ nhiều tháng trong các mốc thời gian của cuộc đua lên Mặt trăng. Liên Xô đã rất nỗ lực để có thể thực hiện chuyến bay thử nghiệm tên lửa đẩy N1 vào nửa đầu năm 1968, nhưng vì nhiều lý do kỹ thuật, nỗ lực này đã không thể thực hiện trong vòng hơn một năm.

### Các cấu hình về tên lửa đẩy Mặt trăng ban đầu của Liên Xô
Tháng 5 năm 1961, Mỹ tuyên bố mục tiêu đưa người lên Mặt trăng vào năm 1970. Trong cùng tháng, báo cáo Về việc xem xét lại các kế hoạch cho các phương tiện vũ trụ theo hướng mục đích quốc phòng (On Reconsideration of the Plans for Space Vehicles in the Direction of Defense Purposes) đã nêu mốc thời gian cho vụ phóng thử đầu tiên của tên lửa đẩy N1 là vào năm 1965. Vào tháng 6, Korolev được cấp một khoản kinh phí nhỏ để bắt đầu phát triển tên lửa N1 giai đoạn 1961-1963. Đồng thời, Korolev đề xuất một sứ mệnh lên mặt trăng dựa trên tàu vũ trụ Soyuz mới, sử dụng quỹ đạo điểm hẹn Trái đất. Một vài tên lửa đẩy Soyuz có thể sử dụng để mang theo các tải trọng khác nhau cho sứ mệnh Mặt trăng, bao gồm 1 tên lửa mang tàu vũ trụ Soyuz, một tên lửa khác mang theo tàu đổ bộ Mặt trăng, và một vài tên lửa mang nhiên liệu. Cách tiếp cận này, chủ yếu là do tải trọng của tên lửa đẩy Soyuz khi đó rất hạn chế, đồng nghĩa với việc Liên Xô phải phóng tên lửa với tần suất rất cao, để có thể tiến hành lắp ráp các bộ phận thành module Mặt trăng, trước khi các bộ phận được đưa lên quỹ đạo trước đó rơi trở lại bầu khí quyển.
Do đó, Korolev đề xuất phát triển tên lửa đẩy siêu nặng N1 có tải trọng đủ để mang theo toàn bộ module Mặt trăng trong một lần phóng tên lửa. Vào tháng 11, 12 năm 1961, Korolev và những kỹ sư khác đã lập luận thêm rằng một tên lửa đẩy siêu nặng cũng đồng thời là một ICBM với khả năng mang đầu đạn siêu nặng, chẳng hạn như bom khinh khí Tsar Bomba vừa được thử nghiệm, hoặc mang được nhiều đầu đạn (lên đến 17 đầu đạn) như một sự khẳng định cho thiết kế tên lửa N1. Korolev không có khuynh hướng sử dụng tên lửa đẩy cho mục đích quân sự, nhưng để phát triển tên lửa đẩy cho tham vọng không gian của ông, ông cần có sự hỗ trợ từ quân đội. Giới chức quân đội Liên Xô trong khi đó cho rằng N1 có ít tính hữu dụng trong quân sự và lo ngại nó sẽ gây lãng phí tiền đầu tư thay vì đầu tư cho các dự án quân sự thuần túy. Những trao đổi thư từ giữa Korolev và các nhà lãnh đạo quân sự tiếp diễn cho đến tháng 2 năm 1962 với một chút tiến triển.
Trong khi đó, Viện thiết kế chế tạo máy (OKB-52) của nhà thiết kế tên lửa Vladimir Nikolayevich Chelomey đề xuất thực hiện một sứ mệnh khác với rủi ro thấp hơn nhiều. Thay vì đưa phi hành gia hạ cánh lên Mặt trăng, Chelomey đề xuất thực hiện các sứ mệnh bay quanh Mặt Trăng. Chelomey đề xuất sử dụng 3 tên lửa UR-200 (còn gọi với cái tên SS-10 tại phương Tây) để tạo thành một tầng đẩy phụ cho một tên lửa lớn hơn, UR-500. Những kế hoạch này đã bị hủy bỏ khi Glushko đề nghị Chelomei sử dụng động cơ RD-270, cho phép chế tạo tên lửa đẩy UR-500 theo thiết kế "monoblock" đơn giản hơn nhiều. Ông cũng đề xuất điều chỉnh thiết kế của tàu vũ trụ LK-1 cho sứ mệnh bay xung quanh Mặt trăng. Những cải tiến trên tên lửa đẩy UR-500/LK-1 sẽ giúp tàu vũ trụ có khả năng mang được hai phi hành gia.
Lực lượng Tên lửa Chiến lược của quân đội Liên Xô đã miễn cưỡng hỗ trợ cho dự án dù cho dự án ít có tiềm năng về quân sự. Từ năm 1961 đến năm 1964, phương án an toàn hơn của Chelomey đã được chấp nhận và việc phát triển tên lửa đẩy UR-500 và tàu LK-1 của ông được ưu tiên tương đối cao.

### Bắt đầu phát triển tên lửa N1
Valentin Glushko, người mà nắm giữ vị trí độc quyền trong thiết kế động cơ tên lửa của Liên Xô đã đề xuất sử dụng động cơ tên lửa RD-270 cho tên lửa N1. Động cơ sử dụng chất đẩy là hỗn hợp nhiên liệu unsymmetrical dimethylhydrazine (UDMH) và chất oxy hóa nitrogen tetroxide (N2O4). Đây là một chất đẩy Hypergolic, nhiên liệu và chất oxy hóa sẽ bốc cháy ngay khi chúng trộn lẫn với nhau, làm giảm độ phức tạp trong thiết kế của động cơ và chất đẩy này cũng được sử dụng rộng rãi trong các động cơ do Glushko thiết kế đã trang bị trên nhiều loại ICBM trước đó. Động cơ RD-270 đang trong quá trình thử nghiệm trước khi toàn bộ chương trình bị gủy bỏ, động cơ có xung lực đẩy riêng cao hơn động cơ Rocketdyne F-1 dù cho việc sử dụng chất đẩy UDMH/N2O4 vốn bị cho là sẽ làm động cơ có xung lực đẩy thấp hơn. Động cơ F-1 đã được phát triển từ năm năm trước đó nhưng vẫn còn tồn tại những vấn đề trong ổn định buồng đốt.
Glushko chỉ ra rằng tên lửa đẩy Titan II GLV (Loại tên lửa đẩy được phát triển từ tên lửa ICBM LGM-25C Titan II) đã thực hiện thành công chương trình Gemini có người lái cũng sử dụng loại chất đẩy tương tự. Tuy nhiên Korolev cảm thấy việc sử dụng các nhiên liệu độc hại và khí thải của chúng sẽ gây ra các vấn đề về an toàn cho tổ bay, và sử dụng chất đẩy kerosene/LOX sẽ là một lựa chọn tốt hơn. Sự bất đồng giữa Korolev và Glushko về vấn đề nhiên liệu cho tên lửa sau này đã trở thành một vấn đề lớn cản trở sự tiến bộ trong chương trình tên lửa của Liên Xô.
Giữa hai người có những bất đồng trong mối quan hệ cá nhân. Korolev luôn coi Glushko là người phải chịu trách nhiệm cho việc ông bị giam giữ tại Kolyma Gulag vào những năm 1930 trong khi Glushko coi Korolev là người kiêu ngạo và chuyên quyền đối với những thứ nằm ngoài khả năng của mình. Sự khác biệt về quan điểm đã dẫn đến sự bất hòa giữa Korolev và Glushko. Năm 1962, một ủy ban được chỉ định để giải quyết các bất đồng và được Korolev chấp thuận. Glushko từ chối việc phát triển động cơ LOX/dầu hỏa và từ chối làm việc với Korolev. Korolev cuối cùng đã từ bỏ sử dụng động cơ của Glushko và quyết định nhờ sự giúp đỡ của nhà thiết kế động cơ phản lực Nikolai Dmitriyevich Kuznetsov, người đứng đầu viện thiết kế động cơ OKB-276, trong khi Glushko hợp tác với các nhà thiết kế tên lửa khác như Chelomei và Yangel để chế tạo các tên lửa đẩy rất thành công sau này là Proton, Zenit, và Energia.
Kuznetsov, vốn là người có rất ít kinh nghiệm trong việc phát triển động cơ cho tên lửa, thiết kế động cơ tên lửa NK-15 cho tên lửa của Korolev, một động cơ tương đối nhỏ. Để có thể đáp ứng yêu cầu về lực đẩy cần thiết, các kỹ sư phải sử dụng tới 30 động cơ NK-15 đặt theo cụm. Vòng ngoài gồm 24 động cơ và vòng trong gồm sáu động cơ sẽ được ngăn cách bởi một khe hở không khí, với luồng không khí được cung cấp qua các cửa hút gần đầu bộ tăng áp. Không khí sẽ được trộn với khí phụt để tăng thêm lực đẩy, đồng thời cũng giúp làm mát động cơ. Việc sắp xếp 30 miệng xả động cơ trên tầng đẩy thứ nhất của tên lửa đẩy N1 có thể là một nỗ lực của các nhà thiết kế để tạo ra một phiên bản thô sơ của hệ thống động cơ aerospike; các động cơ aerospike theo quy ước cũng được nghiên cứu.

### Tổ hợp N1/L3

Sứ mệnh N1/L3

Korolev dự định sử dụng tên lửa đẩy N1 lớn hơn bao gồm tải trọng Mặt trăng L3 dựa trên hệ thống tên lửa đẩy Soyuz 7K-L3. Tải trọng L3 bao gồm tầng đẩy tên lửa, tàu vũ trụ Soyuz đã được sửa đổi, và tàu đổ bộ LK. Tất cả sẽ được phóng lên quỹ đạo nhờ N1. Phương án của Chelomei là sử dụng một tên lửa đẩy ghép từ các tên lửa UR-500, ở mũi tên lửa sẽ là tàu vũ trụ L1 đang được phát triển, và một tàu đổ bộ do viện thiết kế của ông phát triển. Tên lửa của Korolev được lựa chọn vào tháng 8 năm 1964, nhưng Chelomei vẫn được phép tiếp tục công việc phát triển tổ hợp UR-500/L1 của mình.
Khi Khrushchev rời khỏi cương vị lãnh đạo vào năm 1964, cuộc đấu nội bộ giữa hai đội thiết kế của Korolev và Chelomey bắt đầu lại. Tháng 10 năm 1965, chính phủ Liên Xô ra lệnh thỏa hiệp; nhiệm vụ bay quanh quỹ đạo Mặt trăng sẽ được thực hiện bằng tên lửa UR-500 của Chelomei kết hợp với sử dụng tàu vũ trụ Soyuz của Korolev thay cho Chương trình Zond ("tàu thăm dò"), dự định phóng vào năm 1967 để kỷ niệm 50 năm Cách mạng Tháng Mười. Korolev, trong lúc đó, sẽ tiếp tục phát triển tên lửa đẩy N1-L3. Korolev đã thắng trong cuộc cạnh tranh, nhưng Chelomey vẫn được phép tiếp tục phát triển tải trọng L1, cũng như chương trình Zond.
Năm 1966, Chương trình Gemini của Mỹ đã đảo ngược vị trí dẫn đầu của Liên Xô trong cuộc chạy đua không gian, Korolev ban đầu vận động hành lang cho một sứ mệnh bay quanh quỹ đạo của phi hành đoàn, nhưng bị từ chối. Cuối cùng, ông đã thành công khi ngày 3 tháng 8 năm 1964, Ủy ban Trung ương cuối cùng thông qua một nghị quyết có tiêu đề "Về công việc liên quan đến nghiên cứu Mặt trăng và không gian vũ trụ" với mục tiêu đưa một phi hành gia hạ cánh lên Mặt trăng trong khung thời gian từ năm 1967 đến 68, trước các sứ mệnh Apollo của Mỹ.
Sau khi Korolev qua đời vào năm 1966 do các vấn đề hậu phẫu, công việc phát triển tổ hợp N1-L3 được tiếp tục bởi Vasily Mishin. Mishin không có sự sắc sảo về chính trị hay tầm ảnh hưởng như Korolev, hơn nữa còn nổi tiếng là người nghiện rượu nặng. Những vấn đề này cùng với 4 lần phóng thử thất bại của N1 đã làm toàn bộ chương trình bị hủy bỏ cùng với đó là toàn bộ chương trình đưa người lên Mặt trăng.

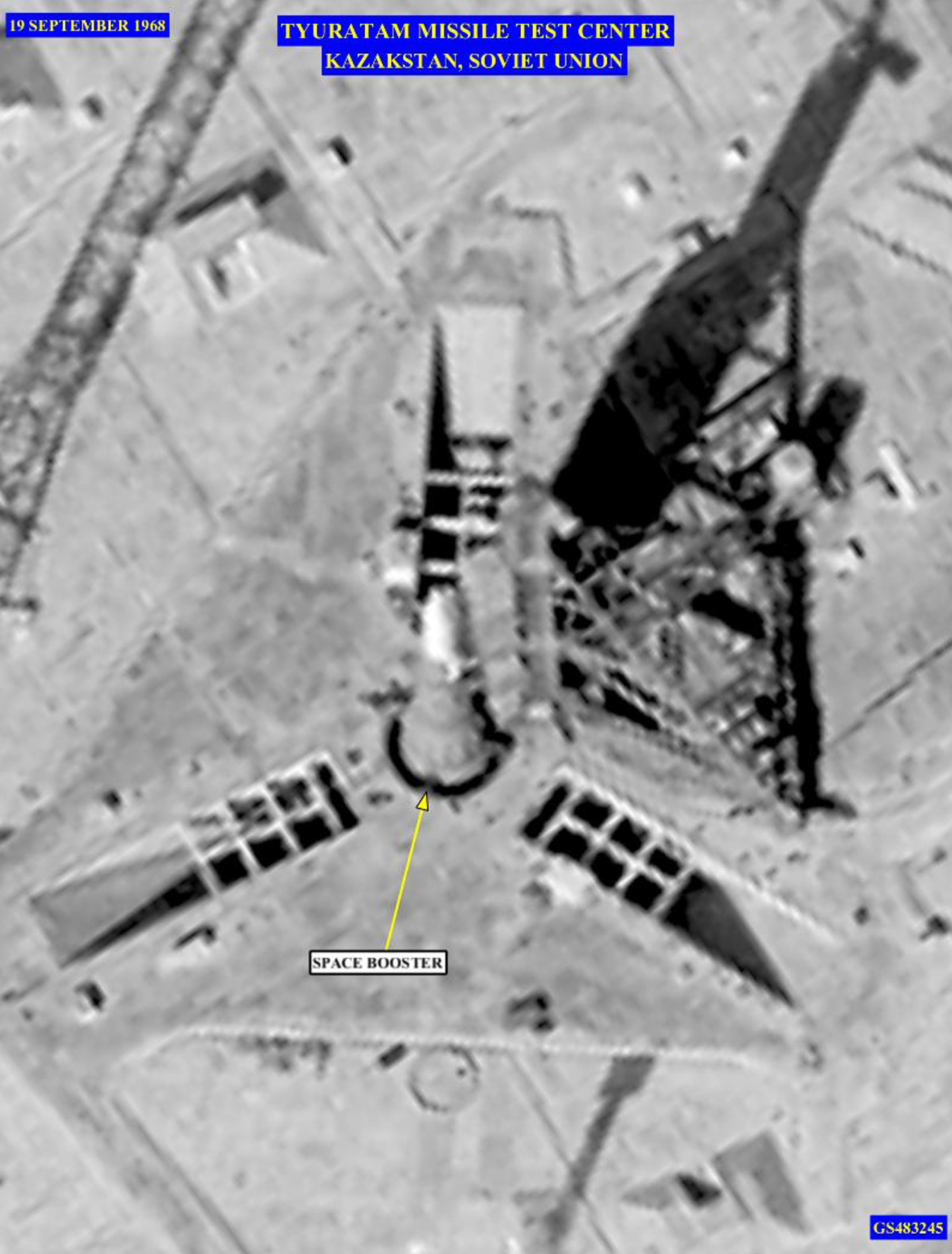
Ảnh chụp N1 từ vệ tinh gián điệpKH-8 Gambit, 19/9/1968.

### N1F
Mishin tiếp tục công việc phát triển dự án N1F sau khi sứ mệnh đưa người hạ cánh lên Mặt trăng bị hủy bỏ, với hi vọng rằng tầng đẩy phụ sẽ được sử dụng để xây dựng căn cứ Zvezda trên Mặt trăng. Chương trình đã bị hủy bỏ vào năm 1974 khi Mishin bị Glushko thay thế. Hai tên lửa N1F đã sẵn sảng để được phóng thử vào lúc đó, tuy nhiên kế hoạch phóng cũng đã bị hủy.
Hai tên lửa đẩy N1F đã bị loại bỏ và phần còn lại của chúng vẫn có thể được tìm thấy quanh Baikonur nhiều năm sau được sử dụng làm nơi trú ẩn và kho chứa.

### Về sau
Tiếp nối chương trình N1 là chương trình tên lửa đẩy cỡ lớn, sử dụng chất đẩy Syntin/LOX mang tên "Vulkan". Về sau chất đẩy này đã được thay thế bằng LH2/LOX ở tầng đẩy thứ 2 và 3. "Vulkan" được thay thế bởi chương trình tên lửa Energia/Buran vào năm 1976.
Đã có khoảng 150 động cơ tên lửa nâng cấp sản xuất cho tên lửa đẩy N1F được giữ lại. Mặc dù tổng thể tên lửa không đáng tin cậy, nhưng động cơ NK-33 và NK-43 rất chắc chắn và đáng tin cậy khi được sử dụng như một đơn vị độc lập. Vào giữa những năm 1990, Nga đã bán 36 động cơ với giá 1,1 triệu USD mỗi chiếc và giấy phép sản xuất động cơ mới cho công ty Aerojet General của Mỹ.
Aerojet cũng sửa đổi NK-33 để kết hợp khả năng điều khiển véc tơ lực đẩy cho tên lửa đẩy Antares của công ty Orbital Science. Tên lửa Antares sử dụng hai động cơ NK-33 đã sửa đổi (AJ-26) cho tầng đẩy thứ nhất. Sau bốn lần phóng tên lửa Antares diễn ra thành công, lần phóng thứ năm tên lửa phóng thất bại do lỗi của động cơ, do đó, công ty Aerojet đã ngừng sử dụng động cơ này trong tương lai.
Tại Nga, động cơ của tên lửa N1 không được sử dụng cho đến năm 2004, khi khoảng 70 động cơ đã được sử dụng vào thiết kế tên lửa mới là Soyuz 3. Tính đến  năm 2005, dự án đã bị đóng băng do thiếu tài trợ. Thay vào đó, NK-33 đã được sử dụng trên tầng đẩy thứ nhất của phiên bản tên lửa Soyuz hạng nhẹ, phóng lần đầu vào ngày 28/12/2013.

## Mô tả
N1 là một tên lửa đẩy có kích thước rất lớn, cao 105 mét (344 ft) khi có mang thêm tải trọng L3. Hệ tên lửa đẩy/tải trọng N1/L3 có tổng thể gồm 5 tầng đẩy: ba tầng đẩy đầu (N1) dùng để đưa vào quỹ đạo Trái đất "đỗ" tầm thấp, và hai tầng đẩy còn lại (L3) đóng vai trò tạo lực đẩy đưa tàu vào quỹ đạo chuyển tiếp Mặt trăng và tạo lực đẩy tàu vào quỹ đạo Mặt trăng. Khi được nạp đủ nhiên liệu, N1-L3 có trọng lượng 2.750 tấn (6.060.000 lb). Ba tầng đẩy đầu (N1) có hình dáng giống như một hình nón cụt có bề rộng chân đáy là 17 mét (56 foot), trong khi phần L3 phần lớn có dạng hình trụ, rộng 3,5 mét (11 foot). Dạng hình nón của các tầng đẩy bên dưới là do sự sắp xếp của các bồn chứa bên trong thân tên lửa, trong đó bồn chứa dầu hỏa hình cầu nhỏ hơn ở trên cùng của bình oxy lỏng lớn hơn bên dưới.
Trong suốt thời gian N1 được phát triển và thử nghiệm, một loạt động cơ đã cải tiến đã được sản xuất để thay thế những động cơ được sử dụng trong thiết kế ban đầu. Kết quả là tên lửa N1F. Đã có hai tên lửa N1F được chế tạo nhưng chúng chưa được phóng thử nghiệm do chương trình bị hủy bỏ

### Block A tầng đẩy thứ nhất
Tầng đẩy thứ nhất, Block A, trang bị 30 động cơ NK-15 được sắp xếp thành hai vòng, vòng ngoài có 24 động cơ và vòng trong có 6 động cơ. Vòng trong có đường kính khoảng một nửa đường kính thân. Hệ thống điều khiển chủ yếu dựa trên sự điều chỉnh vi sai của các động cơ ở vòng ngoài để điều khiển tên lửa chúc/ngẩng và thay đổi hướng bay. Các động cơ ở vòng trong không được sử dụng để điều khiển tên lửa. Trên Block A có bổ sung bốn vây lưới, về sau thiết kế này cũng được sử dụng trên các tên lửa không đối không của Liên Xô. Tổng cộng, 30 động cơ NK-15 của Block A sản sinh ra lực đẩy 45.400 kN (10.200.000 lbf) và có thể xếp nó vào loại tầng đẩy thuộc loại Nova  (Nova là tên gọi được NASA sử dụng để mô tả các tầng đẩy sản sinh ra lực đẩy khoảng từ 10-20 triệu pound). Lực đẩy do Block A sản sinh lớn hơn lực đẩy 33.700 kN (7.600.000 lbf) của tên lửa Saturn V.

#### Hệ thống kiểm soát động cơ
Hệ thống kiểm soát động cơ KORD (KOntrol Raketnykh Dvigateley—nghĩa đen là "Điều khiển động cơ tên lửa"—Russian: Контроль ракетных двигателей) là hệ thống điều khiển động cơ tự động được tạo ra để tăng ga, tắt máy và giám sát 30 động cơ của Block A (tầng đẩy thứ nhất). Hệ thống KORD sẽ điều chỉnh lực đẩy của 24 động cơ vòng ngoài để tiến hành điều khiển trạng thái tên lửa chúc/ngẩng và xoay và nó cũng tiến hành tắt động cơ trong trường hợp động cơ đối diện ngừng hoạt động. Block A có thể hoạt động bình thường với hai cặp động cơ đối diện nhau được tắt (26/30 động cơ). Tuy nhiên, hệ thống KORD không thể phản ứng với các quá trình xảy ra quá nhanh, như trường hợp nổ bơm tăng áp trong lần phóng thứ hai của N1. Do những khiếm khuyết của hệ thống KORD, một hệ thống máy tính mới đã được phát triển cho lần phóng thử nghiệm thứ tư và cũng là lần cuối cùng. S-530 khi đó là hệ thống kiểm soát và dẫn đường kỹ thuật số đầu tiên của Liên Xô, nhưng không giống như KORD, về cơ bản chỉ là một hệ thống điều khiển động cơ analog, máy tính S-530 giám sát tất cả các nhiệm vụ điều khiển trong tên lửa đẩy và tàu vũ trụ. Tên lửa đẩy N1 trang bị 2 máy tính loại này, một chiếc đặt ở tầng đẩy thứ ba (Block V) có nhiệm vụ điều khiển tất cả các động cơ của 3 tầng đẩy bên dưới (N1) của tên lửa. Chiếc máy tính S-530 thứ hai được đặt trong module chỉ huy Soyuz LOK và có nhiệm vụ điều khiển phần còn lại của sứ mệnh, từ điều khiển động cơ đẩy tàu vũ trụ theo quỹ đạo chuyển tiếp Mặt trăng, bay ngang qua Mặt trăng, và quay trở lại Trái đất.

### Block B-tầng đẩy thứ 2
Tầng 2 của tên lửa, Block B, sử dụng 8 động cơ NK-15V được sắp xếp theo một vòng tròn. Tầng đẩy Block B của tên lửa N1F sử dụng động cơ NK-43.
Block B có khả năng vận hành bình thường khi một cặp động cơ đối diện nhau ngừng hoạt động (6/8 động cơ).

### Block V-tầng đẩy thứ 3
Tầng đẩy thứ 3, Block V (Chữ V (Latinh) hay chữ B (Kirin) là chữ cái thứ 3 trong bảng chữ cái tiếng Nga), sử dụng 4 động cơ NK-21 nhỏ hơn, xếp theo hình vuông. Tầng đẩy Block V của tên lửa N1F thay thế động cơ NK-21 bằng động cơ NK-31.
Block V vẫn hoạt động bình thường nếu một trong bốn động cơ gặp trục trặc.

### Vấn đề
Hệ thống ống dẫn cấp nhiên liệu và chất oxy hóa vào các động cơ khá mỏng manh, và là nguyên nhân chính dẫn đến thất bại 2 trong số 4 lần phóng thử tên lửa. Không thể vận chuyển tên lửa bằng sà lan hạng nặng đến tổ hợp bệ phóng tại Baikonur qua đường thủy. Người ta phải vận chuyển các thành phần của tên lửa bằng đường sắt, sau đó mới lắp ghép lại tên lửa tại bệ phóng.
Động cơ NK-15 có một số van được kích hoạt bằng pháo hoa chứ không phải bằng thủy lực hoặc cơ khí, đây là một thiết kế nhằm giảm trọng lượng động cơ. Sau khi đóng, các van không thể mở lại được. Điều này có nghĩa là các động cơ cho Block A chỉ được thử nghiệm riêng lẻ và toàn bộ cụm 30 động cơ không bao giờ được kích hoạt cùng lúc như một hệ thống hoàn chỉnh trong thử nghiệm tĩnh. Do đó các vấn đề về đường ống dẫn, bơm, các vấn đề thủy lực của động cơ không được phát hiện ra trước chuyến phóng thử nghiệm N1. Block B và V được thử nghiệm tĩnh như một hệ thống hoàn chỉnh.
Vì những khó khăn về kỹ thuật và thiếu kinh phí cho việc thử nghiệm toàn diện, tên lửa N1 đã không bao giờ hoàn thành giai đoạn thử nghiệm. Mười hai chuyến bay thử nghiệm đã được lên kế hoạch, nhưng chỉ có bốn lần tên lửa được phóng thử, tất cả đều thất bại trước khi tiến hành tách tầng đẩy Block A khỏi tên lửa. Chuyến bay dài nhất kéo dài 107 giây, ngay trước khi tiến hành tách tầng Block A. Hai lần phóng thử nghiệm diễn ra vào năm 1969, một lần vào năm 1971, và lần cuối cùng vào năm 1972.

### So sánh với tên lửa đẩy Saturn V

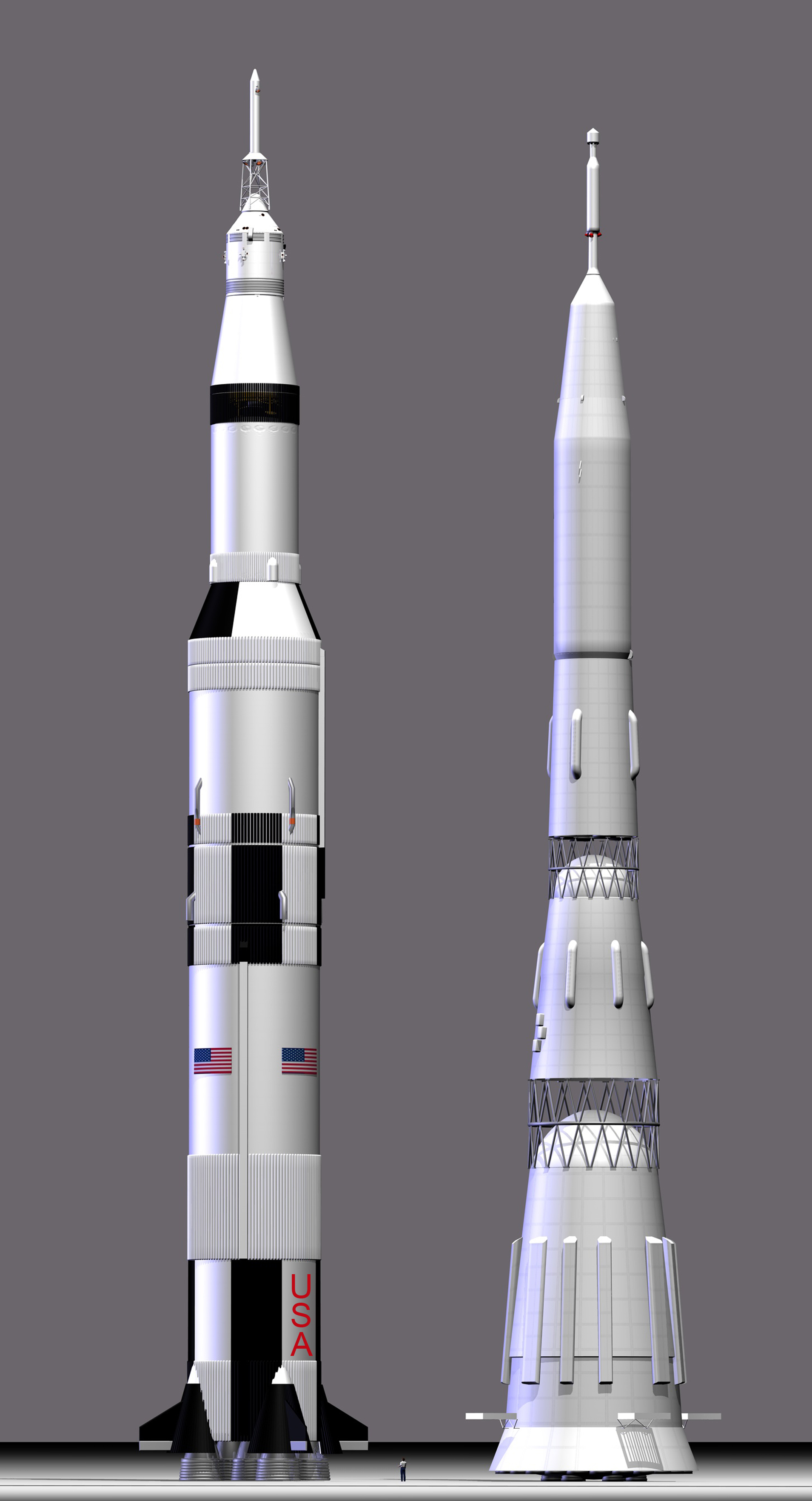
So sánh giữa tên lửa Saturn V của Mỹ (bên trái) và tên lửa N1/L3. Chú ý: Con người ở bên dưới để so sánh tỉ lệ

Với chiều cao 105 mét (344 ft), tên lửa N1-L3 thấp hơn một chút so với tên lửa đẩy Saturn V-Apollo là 111 mét (363 ft). Tên lửa N1 có đường kính thân trung bình nhỏ hơn, nhưng có đường kính chân đế tên lửa lớn hơn (17 m/56 ft so với 10 m/33 ft). Tên lửa N1 cũng có lực đẩy lớn hơn ở mỗi tầng đẩy trong số 3 tầng đẩy bên dưới (N1) của nó so với các tầng đẩy tương ứng của Saturn V. N1-L3 có tổng xung lực đẩy của 4 tầng tên lửa bên dưới lớn hơn xung lực đẩy của 3 tầng đẩy của tên lửa Saturn V (Xem bảng bên dưới).
N1 được thiết kế để mang được tải trọng L3, khoảng 95 t (209.000 lb), lên quỹ đạo Trái đất tầm thấp, với tầng đẩy thứ 4 mang theo tổ hợp L3 có nhiệm vụ đặt tải trọng 23,5 t (52.000 lb) vào quỹ đạo chuyển tiếp Mặt trăng. Để so sánh, tên lửa đẩy Saturn V có khả năng mang khoảng 45 t (100.000 lb) khối lượng tàu Apollo cộng với khoảng 74,4 t (164.100 lb) nhiên liệu còn lại trong tầng đẩy S-IVB có vai trò tạo lực đẩy tàu vũ trụ theo quỹ đạo chuyễn tiếp Mặt trăng.
Tên lửa đẩy N1 sử dụng nhiên liệu tên lửa có gốc từ dầu hỏa trong cả ba tầng đẩy chính, trong khi tên lửa Saturn V sử dụng Hydro lỏng làm nhiên liệu cho động cơ của tầng tên lửa thứ 2 và thứ 3, mang lại lợi thế về hiệu suất tổng thể do xung lực đẩy riêng cao hơn. N1 cũng không sử dụng hiệu quả thể tích của nó để chứa chất đẩy tên lửa khi tên lửa N1 sử dụng các bể chứa chất đẩy hình cầu bên trong thân tên lửa hình nón. Trong khi Saturn V sử dụng các bể chứa hydro lỏng và oxy lỏng dạng viên nang bên trong một thân tên lửa hình trụ, với các vách ngăn chung giữa các bể chứa ở tầng tên lửa thứ 2 và 3.
Ba tầng đẩy đầu tiên của tên lửa N1-L3 chỉ có hiệu suất 9,3% (so với tên lửa Saturn V là 12,14%), 4 tầng đẩy L3 chỉ có hiệu suất 3,12% so với 6,2% của tên lửa Saturn V.
|                             | Apollo-Saturn V                    | N1-L3                              |
| --------------------------- | ---------------------------------- | ---------------------------------- |
| Đường kính thân             | 10 m (33 ft)                       | 17 m (56 ft)                       |
| Chiều cao                   | 111 m (363 ft)                     | 105 m (344 ft)                     |
| Khối lượng rỗng             | 2.938 t (6.478.000 lb)             | 2.750 t (6.060.000 lb)             |
| Tầng 1                      | S-IC                               | Block A                            |
| Lực đẩy                     | 33.000 kN (7.500.000 lbf)          | 45.400 kN (10.200.000 lbf)         |
| Thời gian kích hoạt động cơ | 168 giây                           | 125 giây                           |
| Tầng 2                      | S-II                               | Block B                            |
| Lực đẩy                     | 5.141 kN (1.155.800 lbf)           | 14.040 kN (3.160.000 lbf)          |
| Thời gian kích hoạt động cơ | 384 giây                           | 120 giây                           |
| Tầng đẩy mang tải trọng     | S-IVB (burn 1)                     | Block V                            |
| Lực đẩy                     | 901 kN (202.600 lbf)               | 1.610 kN (360.000 lbf)             |
| Thời gian kích hoạt động cơ | 147 giây                           | 370 giây                           |
| Tổng xung lượng             | 7.711.000 kilonewton·giây          | 7.956.000 kilonewtongiây           |
| Tải trọng                   | 120.200 kg (264.900 lb)            | 95.000 kg (209.000 lb)             |
| Vận tốc phụt                | 7.793 m/s (25.568 ft/s)            | 7.793 m/s (25.570 ft/s)            |
| Moment tải trọng            | 936,300,000 kilogram mét trên giây | 740,300,000 kilogram mét trên giây |
| Hiệu suất động cơ           | 12.14%                             | 9.31%                              |
| Tầng đẩy Mặt trăng          | S-IVB (burn 2)                     | Block G                            |
| Lực đẩy                     | 895 kN (201.100 lbf)               | 446 kN (100.000 lbf)               |
| Thời gian kích hoạt động cơ | 347 seconds                        | 443 seconds                        |
| Tổng xung lượng             | 8,022,000 kilonewton x giây        | 8,153,000 kilonewton x giây        |
| Tải trọng Mặt trăng         | 45.690 kg (100.740 lb)             | 23.500 kg (51.800 lb)              |
| Vận tốc phụt                | 10.834 m/s (35.545 ft/s)           | 10.834 m/s (35.540 ft/s)           |
| Moment tải trọng            | 495,000,000 kilogram.mét/giây      | 254,600,000 kilogram·mét/giây      |
| Hiệu suất động cơ           | 6.17%                              | 3.12%                              |

## Bibliography
- “L3”. Encyclopedia Astronautica. Truy cập ngày 7 tháng 5 năm 2019.
- Matthew Johnson (ngày 1 tháng 3 năm 2014). N-1: For the Moon and Mars A Guide to the Soviet Superbooster. ARA Press; First edition. ISBN 9780989991407.